# Isovanilloide
Die Isovanilloide sind Verbindungen, die eine Isovanillylgruppe besitzen. Dazu gehören u. a. Isovanillylalkohol, Isovanillin, Isovanillinsäure, iso-Acetovanillon usw. Sie sind Isomere der Vanilloide.
| Struktur von Isovanillylalkohol | Struktur von Isovanillin | Struktur von Isovanillinsäure | Struktur von iso-Acetovanillon |
| Isovanillylalkohol              | Isovanillin              | Isovanillinsäure              | iso-Acetovanillon              |